# 徐倬
徐倬（1623年12月17日—1712年6月23日），字方虎，號蘋村，浙江湖州府德清縣人，清朝政治人物。

## 生平
生於天啟三年（1623年）。十七歲遊會稽縣，受教於倪元璐。康熙十二年（1673年）癸丑科進士，選翰林院庶吉士，散館授編修，升侍讀，以老乞歸。與錢秉鐙、柴紹炳、陸圻酬唱，跟呂留良有深交。曾參與編著《明史紀事本末》。康熙四十五年（1706年）繕錄《全唐詩錄》一百卷進呈，深得康熙帝褒獎，親撰序文，賜錢刊印，升禮部侍郎。康熙五十一年（1712年）五月二十日卒，享年九十歲。

## 著作
整理編纂《全唐詩錄》。著有《修吉堂文稿》八卷、《應制集》二卷、《寓園小草》一卷、《燕台小草》一卷、《梧下雜鈔》二卷等，統稱《蘋村類稿》三十卷。

## 家族
與明朝天啟二年（1622年）壬戌科進士徐尚勛同為德清徐氏家族。子徐元正為康熙二十四年（1685年）乙丑科進士，官至工部尚書。徐元正子徐志莘，以父蔭官順天府通判，著有《根味齋詩集》二十卷等；第三女徐昭適曲阜衍聖公孔傳鐸；徐志莘子徐以升為雍正元年（1723年）癸卯恩科進士，著有《南陔堂詩集》十二卷等；徐以升子徐開厚為乾隆十年（1745年）乙丑科進士；徐開厚子徐天柱為乾隆三十四年（1769年）己丑科榜眼。徐開厚長女嫁蘇州婁關蔣氏蔣重光長子蔣曾犖，其子蔣元城為清朝中期書畫收藏家。
浙江德清乾元鎮有徐氏家宅，其花樹軒現為乾元國學圖書館，門前有“修吉堂徐氏墻界”碑。